# آمریکای اسپانیایی‌زبان
| ۵۰٪ ۳۰٪ |  | ۲۰٪ ۱۰٪ |  | ۵٪ ۲٪ |  |

آمریکای اسپانیایی‌زبان (به اسپانیایی: Hispanoamérica یا América hispana یا América española) شامل کشورها و نواحی اسپانیایی‌زبانی است که در قارهٔ آمریکا واقع هستند.
این کشورها مشترکات قابل توجهی با یکدیگر دارند و همچنین با اسپانیا، که خلف امپراتوری اسپانیا است، دارای اشتراکات فرهنگی هستند. در تمامی این کشورها، زبان اسپانیایی زبان اصلی و اکثریت مردم است، در بعضی نواحی در کنار اسپانیایی دیگر زبان‌ها نیز رسمیت دارند؛ به‌طور مثال زبان‌های بومی آمریکا (مانند زبان گوارانی، کچوا، آیمارا یا مایایی)، یا زبان انگلیسی (به‌طور مثال در پورتوریکو). مسیحیت کاتولیک نیز مذهب اغلب مردمان این مناطق است.
کشورهای آمریکای اسپانیایی‌زبان همراه با کشور برزیل تحت عنوان «ایبرو آمریکا» شناخته می‌شوند، که به معنای کشورهایی است که در قارهٔ آمریکا هستند ولی فرهنگشان به شبه جزیره ایبری (دو کشور پرتغال و اسپانیا) بازمی‌گردد. عبارت آمریکای اسپانیایی‌زبان همچنین مشترکات فراوان و تفاوت‌هایی جزئی با عبارت «آمریکای لاتین» دارد، که شامل کشورهای اسپانیایی‌زبان قاره آمریکا، برزیل و مستعمره‌های فرانسه در نیم‌کرهٔ غربی می‌شود (اغلب دو کشور ایالات متحده آمریکا و کانادا را در میان این تعریف نمی‌شمارند). عبارت آمریکای لاتین اشاره به زبان‌های لاتین دارد که علاوه بر اسپانیایی و پرتغالی، شامل فرانسوی و ایتالیایی نیز می‌باشند.

## تاریخچه

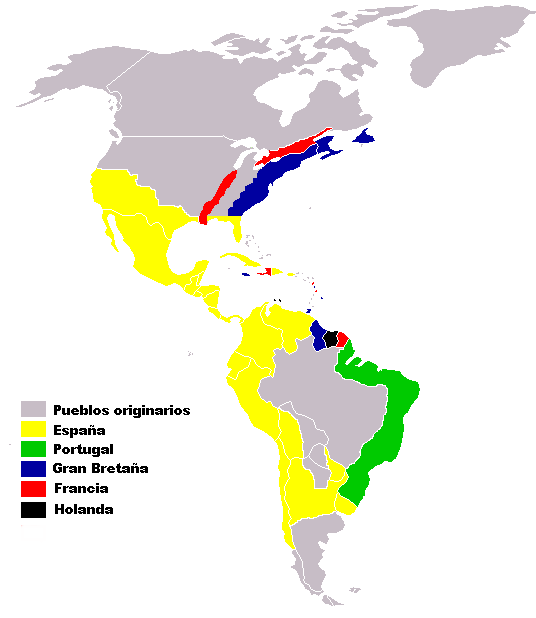
مستعمرات کشورهای اروپایی در نیم‌کرهٔ غربی در حدود سال ۱۷۵۰ میلادی.

استعمارگری اسپانیا در قاره آمریکا در سال ۱۴۹۲ میلادی آغاز شد. این روند به طیف گسترده‌ای از اکتشافات توسط اروپایی‌ها انجامید که در قرون ۱۵ تا ۲۰ میلادی موجب استعمار ملل بسیاری در قاره‌های آمریکا و آسیا گشت. در نتیجهٔ این روند امپراتوری اسپانیا، با کولونی بزرگی در قارهٔ نوین، شکل گرفت.
جنگ شبه‌جزیره که توسط ناپلئون بناپارت در سال ۱۸۰۸ میلادی موجب ضعف امپراتوری اسپانیا شده‌بود، باعث شد جنگ‌های استقلال‌طلبانه‌ای علیه امپراتوری به جریان افتد و اکثر مستعمرات آن در قارهٔ آمریکا به استقلال سیاسی دست یابند. چنان‌که در سال ۱۸۳۰، تنها مستعمرات باقی مانده برای اسپانیایی‌ها، فیلیپین و برخی جزایر آنتیل مانند کوبا و پورتوریکو بودند، که تا سال ۱۸۹۸ در خلال جنگ آمریکا و اسپانیا، در کولونی اسپانیا برقرار ماندند.

## جمعیت‌شناسی

### کشورها
علاوه بر کشورهای اسپانیایی‌زبان قاره آمریکا، در دیگر کشورهای این قاره نیز اقلیت‌های اسپانیایی‌زبان فراوان هستند. چنانچه اقلیت اسپانیایی‌ها در کشور ایالات متحده آمریکا جمعیت بسیار زیادی را پوشش می‌دهد.
| کشور             | جمعیت       | مساحت      | GDP (nominal) | GDP (nominal) per capita | GDP (PPP) | GDP (PPP) per capita |
| ---------------- | ----------- | ---------- | ------------- | ------------------------ | --------- | -------------------- |
| آرژانتین         | ۴۳٬۸۴۷٬۴۳۰  | ۲٬۷۸۰٬۴۰۰  | ۵۴۵٫۱۲        | ۱۲٬۵۰۲٫۸۲                | ۸۷۴٫۰۷    | ۲۰٬۰۴۷٫۴۹            |
| بولیوی           | ۱۰٬۸۸۷٬۸۸۲  | ۱٬۰۹۸٬۵۸۱  | ۳۴٫۸۳         | ۳٬۱۶۹٫۵۶                 | ۷۸٫۶۶     | ۷٬۲۱۸٫۴۹             |
| شیلی             | ۱۷٬۹۰۹٬۷۵۴  | ۷۵۶٬۹۵۰    | ۲۴۷٫۰۳        | ۱۳٬۵۷۵٫۹۹                | ۴۳۸٫۷۵    | ۲۴٬۱۱۲٫۹۴            |
| کلمبیا           | ۴۸٬۶۵۳٬۴۱۹  | ۱٬۱۴۱٬۷۴۸  | ۲۸۲٫۳۶        | ۵٬۷۹۲٫۱۸                 | ۶۸۸٫۸۲    | ۱۴٬۱۳۰٫۱۸            |
| کاستاریکا        | ۴٬۸۵۷٬۲۷۴   | ۵۱٬۰۰۰     | ۵۸٫۱۱         | ۱۱٬۸۳۴٫۸۴                | ۸۰٫۷۰     | ۱۶٬۴۳۵٫۸۳            |
| کوبا             | ۱۱٬۴۷۵٬۹۸۲  | ۱۱۰٬۸۶۱    | 81.56         | ۷٬۶۰۰٫۰۰                 | ۱۳۲٫۹۰    | ۱۱٬۹۰۰٫۰۰            |
| جمهوری دومینیکن  | ۱۰٬۶۴۸٬۷۹۱  | ۴۸٬۷۳۰     | ۷۲٫۱۹         | ۷٬۱۵۹٫۴۹                 | ۱۶۱٫۸۴    | ۱۶٬۰۴۹٫۴۶            |
| اکوادور          | ۱۶٬۳۸۵٬۰۶۸  | ۲۵۶٬۳۷۰    | ۹۸٫۰۱         | ۵٬۹۲۹٫۶۹                 | ۱۸۳٫۶۱    | ۱۱٬۱۰۸٫۵۶            |
| السالوادور       | ۶٬۳۳۴٬۷۲۲   | ۲۱٬۰۴۰     | ۲۶٫۷۱         | ۴٬۳۴۳٫۴۴                 | ۵۴٫۷۹     | ۸٬۹۰۹٫۴۳             |
| گواتمالا         | ۱۶٬۵۸۲٬۴۶۹  | ۱۰۸٬۸۹۰    | ۶۸٫۱۷         | ۴٬۰۸۸٫۹۵                 | ۱۳۱٫۷۰    | ۷٬۸۹۹٫۲۰             |
| هندوراس          | ۹٬۱۱۲٬۸۶۷   | ۱۱۲٬۴۹۲    | ۲۱٫۳۶         | ۲٬۶۰۸٫۵۸                 | ۴۳٫۱۷     | ۵٬۲۷۱٫۴۷             |
| مکزیک            | ۱۲۷٬۵۴۰٬۴۲۳ | ۱٬۹۷۲٬۵۵۰  | ۱٬۰۴۶٫۰۰      | ۸٬۵۵۴٫۶۱                 | ۲٬۳۱۵٫۶۵  | ۱۸٬۹۳۸٫۳۲            |
| نیکاراگوئه       | ۶٬۱۴۹٬۹۲۸   | ۱۲۹٬۴۹۴    | ۱۳٫۰۵         | ۲٬۱۲۰٫۳۱                 | ۳۳٫۵۵     | ۵٬۴۵۱٫۷۱             |
| پاناما           | ۴٬۰۳۴٬۱۱۹   | ۷۵٬۵۷۱     | ۵۵٫۱۲         | ۱۳٬۶۵۴٫۰۷                | ۹۲٫۹۵     | ۲۳٬۰۲۳٫۸۸            |
| پاراگوئه         | ۶٬۷۲۵٬۳۰۸   | ۴۰۶٬۷۵۲    | ۲۷٫۴۴         | ۴٬۰۰۳٫۲۸                 | ۶۴٫۴۰     | ۹٬۳۹۶٫۰۲             |
| پرو              | ۳۱٬۷۷۳٬۸۳۹  | ۱٬۲۸۵٬۲۲۰  | ۱۹۵٫۱۴        | ۶٬۱۹۸٫۶۱                 | ۴۰۶٫۲۱    | ۱۲٬۹۰۳٫۰۹            |
| پورتوریکو (U.S.) | ۳٬۴۱۱٬۳۰۷   | ۹٬۱۰۴      | ۱۰۱٫۳۰        | ۲۹٬۶۹۶٫۵۷                | ۱۳۰٫۹۷    | ۳۸٬۳۹۳٫۰۷            |
| اروگوئه          | ۳٬۴۴۴٬۰۰۶   | ۱۷۶٬۲۱۵    | ۵۴٫۵۷         | ۱۵٬۶۷۹٫۱۷                | ۷۴٫۹۲     | ۲۱٬۵۲۷٫۲۷            |
| ونزوئلا          | ۳۱٬۵۶۸٬۱۷۹  | ۹۱۶٬۴۴۵    | ۲۸۷٫۲۷        | ۹٬۲۵۸٫۳۴                 | ۴۲۶٫۹۷    | ۱۳٬۷۶۰٫۵۶            |
| مجموع            | ۴۱۱٬۳۴۲٬۷۶۷ | ۱۱٬۴۶۶٬۹۰۳ | ۳٬۳۱۵٫۳۴      | ۸٬۰۵۹٫۸۰                 | ۶٬۴۱۴٫۶۴  | ۱۵٬۵۹۴٫۳۹            |

### بزرگ‌ترین شهرها
| شهر                  | کشور            | جمعیت     | ناحیهٔ مادرشهری |
| -------------------- | --------------- | --------- | -------------- |
| مکزیکو سیتی          | مکزیک           | ۸٬۸۵۱٬۰۸۰ | ۲۳٬۱۳۷٬۱۵۲     |
| بوئنوس آیرس          | آرژانتین        | ۳٬۰۵۰٬۷۲۸ | ۱۵٬۹۴۱٬۹۷۳     |
| بوگوتا               | کلمبیا          | ۸٬۷۸۷٬۷۸۳ | ۹٬۹۸۳٬۵۸۸      |
| لیما                 | پرو             | ۷٬۶۰۵٬۷۴۲ | ۹٬۳۶۷٬۵۸۷      |
| سانتیاگو             | شیلی            | ۵٬۴۲۸٬۵۹۰ | ۷٬۲۰۰٬۰۰۰      |
| کاراکاس              | ونزوئلا         | ۳٬۲۷۳٬۸۶۳ | ۵٬۲۳۹٬۳۶۴      |
| گواتمالاسیتی         | گواتمالا        | ۲٬۱۴۹٬۱۸۸ | ۴٬۵۰۰٬۰۰۰      |
| گوادالاخارا          | مکزیک           | ۱٬۵۶۴٬۵۱۴ | ۴٬۴۲۴٬۵۸۴      |
| مونتری               | مکزیک           | ۱٬۱۳۳٬۸۱۴ | ۴٬۱۰۶٬۰۵۴      |
| مدئین                | کلمبیا          | ۲٬۶۳۶٬۱۰۱ | ۳٬۷۳۱٬۴۴۷      |
| گوایاکیل             | اکوادور         | ۲٬۴۳۲٬۲۳۳ | ۳٬۳۲۸٬۵۳۴      |
| سانتو دومینگو        | جمهوری دومینیکن | ۱٬۱۱۱٬۸۳۸ | ۳٬۳۱۰٬۱۷۱      |
| هاوانا               | کوبا            | ۲٬۳۵۰٬۰۰۰ | ۳٬۰۷۳٬۰۰۰      |
| ماراکایبو            | ونزوئلا         | ۲٬۲۰۱٬۷۲۷ | ۲٬۹۲۸٬۰۴۳      |
| پوئبلا               | مکزیک           | ۱٬۳۹۹٬۵۱۹ | ۲٬۷۲۸٬۷۹۰      |
| آسونسیون             | پاراگوئه        | ۵۲۵٬۲۹۴   | ۲٬۶۹۸٬۴۰۱      |
| کالی                 | کلمبیا          | ۲٬۰۶۸٬۳۸۶ | ۲٬۵۳۰٬۷۹۶      |
| سان خوآن             | پورتوریکو       | ۴۳۴٬۳۷۴   | ۲٬۵۰۹٬۰۰۷      |
| سان خوزه             | کاستاریکا       | ۱٬۵۴۳٬۰۰۰ | ۲٬۱۵۸٬۸۹۸      |
| تولوکا               | مکزیک           | ۸۲۰٬۰۰۰   | ۱٬۹۳۶٬۴۲۲      |
| مونته‌ویدئو           | اروگوئه         | ۱٬۳۲۵٬۹۶۸ | ۱٬۸۶۸٬۳۳۵      |
| کیتو                 | اکوادور         | ۱٬۳۹۷٬۶۹۸ | ۱٬۸۴۲٬۲۰۱      |
| ماناگوئه             | نیکاراگوئه      | ۱٬۳۸۰٬۳۰۰ | ۱٬۸۲۵٬۰۰۰      |
| بارانکیلا            | کلمبیا          | ۱٬۱۴۸٬۵۰۶ | ۱٬۷۹۸٬۱۴۳      |
| سانتا کروس د لا سیرا | بولیوی          | ۱٬۵۹۴٬۹۲۶ | ۱٬۷۷۴٬۹۹۸      |
| والنسیا              | ونزوئلا         | ۸۹۴٬۲۰۴   | ۱٬۷۷۰٬۰۰۰      |
| تیخوانا              | مکزیک           | ۱٬۲۸۶٬۱۵۷ | ۱٬۷۵۱٬۳۰۲      |
| تگوسیگالپا           | هندوراس         | ۱٬۲۳۰٬۰۰۰ | ۱٬۶۰۰٬۰۰۰      |
| لاپاز                | بولیوی          | ۸۷۲٬۴۸۰   | ۱٬۵۹۰٬۰۰۰      |
| سان سالوادور         | السالوادور      | ۵۴۰٬۰۹۰   | ۲٬۲۲۳٬۰۹۲      |
| بارکیسیمتو           | ونزوئلا         | ۱٬۱۱۶٬۰۰۰ | ۱٬۵۰۰٬۰۰۰      |
| لئون                 | مکزیک           | ۱٬۲۷۸٬۰۸۷ | ۱٬۴۸۸٬۰۰۰      |
| کوردوبا              | آرژانتین        | ۱٬۳۰۹٬۵۳۶ | ۱٬۴۵۲٬۰۰۰      |
| سیوداد خوارس         | مکزیک           | ۱٬۳۰۱٬۴۵۲ | ۱٬۳۴۳٬۰۰۰      |
| سن پدرو سولا         | هندوراس         | ۱٬۲۵۰٬۰۰۰ | ۱٬۳۰۰٬۰۰۰      |
| ماراکای              | ونزوئلا         | ۱٬۰۰۷٬۰۰۰ | ۱٬۳۰۰٬۰۰۰      |
| روساریو              | آرژانتین        | ۹۰۸٬۱۶۳   | ۱٬۲۰۳٬۰۰۰      |
| پاناماسیتی           | پاناما          | ۹۹۰٬۶۴۱   | ۱٬۵۰۰٬۰۰۰      |
| تورئون               | مکزیک           | ۵۴۸٬۷۲۳   | ۱٬۱۴۴٬۰۰۰      |
| بوکارامانگا          | کلمبیا          | ۵۱۶٬۵۱۲   | ۱٬۰۵۵٬۳۳۱      |

### زبان‌ها

نقشهٔ زبان‌های آمریکای لاتین. اسپانیایی با سبز، پرتغالی (برزیلی) با نارنجی و فرانسوی (گویان و کارائیبی) با آبی مشخص شده‌اند.

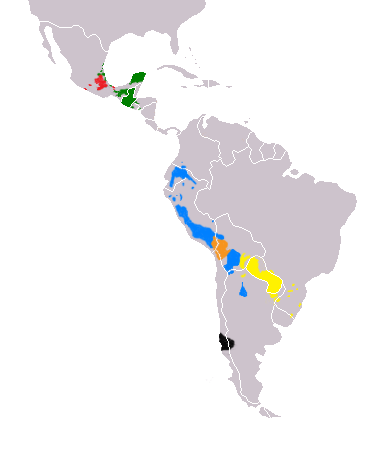
کچوا, گوارانی, آیمارا, ناهواتل, مایایی, ماپودونگون.

زبان اسپانیایی زبان رسمی در اکثر کشورهای اسپانیایی قارهٔ آمریکا است و توسط اکثریت قریب به اتفاق مردم صحبت می‌شود. زبان‌های بومی آمریکا نیز به شکلی گسترده در پرو، گواتمالا، بولیوی، پاراگوئه و مکزیک، و با درجه‌ای کمتر در پاناما، اکوادور، کلمبیا، ونزوئلا، آرژانتین، شیلی و غیره، گویشورانی دارند. در برخی از کشورهای اسپانیایی‌زبان آمریکا، تعداد متکلمان به زبان‌های بومی بسیار کوچک و حتی غیرقابل شمارش است (مثل اروگوئه). مکزیک احتمالاً تنها کشوری است که نسبت به هر کشور دیگر اسپانیایی آمریکا، دارای تعداد بسیار زیادی از انواع زبان‌های بومی است و زبان مادری اکثریت مردمانش ناهواتل است.
در کشور پرو، زبان کچوا در کنار اسپانیولی یک زبان رسمی است و دیگر زبان‌های محلی نیز در مناطق مختص خود رسمیت دارند. در اکوادور، گرچه هیچ رسمیتی برای زبان کیچوا وجود ندارد، ولی این زبان نزدیک برای بومیان اکوادور توسط قانون اساسی به شناخته شده‌است. در بولیوی، زبان‌های آیمارا، کچوا و گوارانی در کنار اسپانیولی رسمی هستند. زبان گوارانی، به همراه اسپانیایی، در کشور پاراگوئه رسمی است و توسط اکثریت جمعیت (که اکثراً دو زبانه هستند) صحبت می‌شود و همراه با اسپانیایی در مناطقی از آرژانتین شامل استان کورینتس قرابت دارد. در نیکاراگوئه، زبان رسمی اسپانیایی است، اما در سواحل کارائیب کشور زبان انگلیسی و زبان‌های بومی مانند مایکسیتو، سومو و راما نیز دارای مقام رسمی هستند. کلمبیا تمامی زبان‌های بومی را که در قلمرو خود به‌عنوان زبان مادری صحبت می‌شوند، را به رسمیت می‌شناسد، هر چند کمتر از ۱٪ جمعیت آن زبان مادریشان بومی است. زبان ناهواتل یکی از ۶۲ زبان مادری است که توسط افراد بومی در مکزیک صحبت می‌شود و به‌طور رسمی توسط دولت این کشور به‌عنوان زبان ملی، به همراه اسپانیایی، به رسمیت شناخته شده‌است.
دیگر زبان‌های اروپایی نیز در آمریکای اسپانیایی‌زبان وجود دارند: زبان انگلیسی، توسط گروه‌هایی در پورتوریکو و کشورهای دیگری در حوضهٔ کارائیب مانند بلیز و گویان، زبان آلمانی، در جنوب شیلی، و بخش‌هایی از آرژانتین، ونزوئلا و پاراگوئه; زبان ایتالیایی در آرژانتین، ونزوئلا و اروگوئه؛ زبان‌های اوکراینی، لهستانی و روسی در آرژانتین، و زبان ولزی، در جنوب آرژانتین گویشوران قلیلی دارند.
دو زبان ییدیش و عبری در شهرهای بوئنوس آیرس و سائوپائولو توسط اقلیت‌های مذهبی یهودی صحبت می‌شوند. زبان‌های غیر اروپایی دیگری همچون زبان ژاپنی در پرو، بولیوی و پاراگوئه، زبان کره‌ای در آرژانتین و پاراگوئه، زبان عربی در آرژانتین، ونزوئلا، کلمبیا و شیلی و زبان چینی در جنوب آمریکا سخنورانی دارند.
در چندین کشور، به‌ویژه‌ در منطقه کارائیب، زبان کریول صحبت می‌شود. این زبان در سرزمین اصلی آمریکای لاتین ساخته شده و ترکیبی مشابه زبان‌های اروپایی و زبان‌های مختلف آفریقایی است. زبان گاریفونا و برخی زبان‌های آفریقایی‌تبار دیگر نیز در سواحل کارائیب به خصوص در هندوراس، گواتمالا، نیکاراگوئه و بلیز توسط نسل‌هایی از زامبوها سخن گفته می‌شوند.

## پرچم

پرچم میراث اسپانیایی‌زبان‌ها. شعار: Justicia, Paz, Unión y Fraternidad ("عدالت، صلح، اتحاد و برادری").

در حالی که این پرچم نسبتاً ناشناخته است، پرچمی است که به نمایندگی از کشورهای آمریکایی اسپانیایی‌زبان، مردم آن‌ها، تاریخ و میراث فرهنگی مشترکشان ساخته شده‌است.
این پرچم در اکتبر ۱۹۳۳ توسط انگل کبرول، سروان ارتش اروگوئه، طراحی شد و در تمامی کنفرانس‌های پان آمریکا در همان سال در مونته‌ویدئو، اروگوئه وجود داشت و توسط همه سرزمین‌های اسپانیایی‌زبان پذیرفته شد.
زمینهٔ سفید به نشانهٔ صلح، خورشید مه، نشانهٔ اینتی ایزدبانوی خورشید در اساطیر اینکا و نمادی از درخشش و طلوع آمریکای لاتین، با سه صلیب به نمادی از کاراول کریستف کلمب، نینیا, پینتا, و سانتا ماریا، که در سفرنامه کریستف کلمب در سال ۱۴۹۲ به بر جدید آمده‌اند، با رنگ نیلک که شیرها روی نقوش پرچمی قرون وسطی تاج کاستیا داشتند، همراه است.